# 16674 Birkeland
16674 Birkeland è un asteroide della fascia principale. Scoperto nel 1994, presenta un'orbita caratterizzata da un semiasse maggiore pari a 2,6150114 UA e da un'eccentricità di 0,0806324, inclinata di 8,47054° rispetto all'eclittica.